# Corona (Michoacán)
Corona es una localidad del estado mexicano de Michoacán. Es parte del municipio de Peribán.

## Demografía
| Gráfica de evolución demográfica |
|                                  |

| Censo | Población |
| ----- | --------- |
| 1900  | 168       |
| 1910  | 121       |
| 1921  | 184       |
| 1930  | 190       |
| 1940  | 192       |
| 1950  | 185       |
| 1960  | 368       |
| 1970  | 877       |
| 1980  | 1013      |
| 1990  | 1105      |
| 2000  | 1270      |
| 2010  | 1390      |
| 2020  | 2051      |